# Henri Louette
Henri Jules Célestin Louette (Belgium, Hainaut, Rance, 1900. szeptember 6. – Kanada, Québec, Pointe-Claire, 1985. január 9.) belga jégkorongozó, olimpikon.
Az 1924. évi téli olimpiai játékokon a jégkorongtornán vett részt a belga csapatban. Első mérkőzésükön súlyos vereséget szenvedtek az amerikaiaktól 19–0-ra. Következő mérkőzésen szintén súlyos vereséget szenvendtek el a britektől, 19–3-ra kaptak ki. Utolsó csoport mérkőzésükön a franciáktól kaptak ki egy szoros mérkőzésen 7–5-re. Az utolsó mérkőzésen ütött 2 gólt.